# André Bareau
André Bareau (* 31. Dezember 1921 in Saint-Mandé,  Département Val-de-Marne; † 2. März 1993) war ein französischer Orientalist, Indologe und Sinologe, Historiker und Spezialist für den frühen Buddhismus.

## Leben
Bareau wurde 1941 als Lehrer in Saint-Maur-des-Fossés eingestellt. Im selben Jahr begann er ein Hochschulstudium an der Sorbonne, das er 1946 abschloss. Während der Vorbereitung auf das Philosophiestudium begann sein Interesse an Sanskrit und Pali. 1947 verteidigte er unter der Leitung von Jean Filliozat eine Dissertation über den pali-buddhistischen Begriff des asaṅkhata (deutsch: das Ungeformte, das Unbedingte), und er trat dem Centre national de la recherche scientifique bei. Er studierte dann Chinesisch und Tibetisch und verteidigte 1951 seine Dissertation L'Absolu en philosophie bouddhique. Évolution de la notion d’asaṃskṛta. Von 1947 bis 1951 war er Attaché de recherche (Assistent) am Centre national de la recherche scientifique. Von 1971 bis 1991 war er Professor am Collège de France als Inhaber des Lehrstuhls für buddhistische Studien. Er war von 1956 bis 1973 Studienleiter für buddhistische Philologie an der École Pratique des Hautes Études. Zwischen 1955 und 1985 unternahm er eine Reihe von Forschungsreisen nach Indien, Thailand und Kambodscha.
Sein Kollege Gérard Fussman (* 1940) schrieb: „Seine großen Qualitäten brachten ihm schnell akademische Anerkennung. [...] Wir finden [in seinen Schriften] viele Texte zur Popularisierung: wie die meisten Orientalisten hielt er es für seine Pflicht, der Öffentlichkeit ein möglichst genaues Bild des von ihm erforschten Gebiets zu vermitteln; [...] er wusste auch, dass ein Text, wie alt er auch sein mag, nicht allein mit den Methoden der Philologie interpretiert werden kann. Er hat viele singhalesische Mönche interviewt, die Paris besuchten, insbesondere den ehrwürdigen Walpola Rahula [1907–1997], er hat die buddhistischen Gemeinschaften Ceylons und Indochinas besucht, die alten Stätten besichtigt und unter manchmal schwierigen Bedingungen die Straßen Indiens erkundet. Da ich mit ihm gereist bin, weiß ich, dass er ein Mann des Feldes war, ein unermüdlicher Wanderer, der auf seine Karten schaute, die Landschaft abtastete und fähig war, wenn nötig, mit halb leerem Magen auf dem Boden zu schlafen, ohne sich zu beklagen.“

## Werk
André Bareau bemühte sich, die wesentlichen Begriffe des Buddhismus zu verstehen, denn er sah in ihrer Auslegung eine der Hauptursachen für die großen Spaltungen in der buddhistischen Gemeinschaft. Darüber hinaus arbeitete er intensiv an der Biographie des  Buddha, für die er zu einem der führenden internationalen Spezialisten wurde. Er konzentrierte sich in seiner Forschung auf Thema Nirwana und bemühte sich bis zuletzt, plausible Elemente aus dem Leben des Buddha herauszuarbeiten. Er beschränkte sich bei seinen Studien nicht nur auf die Texte, sondern stützte sich auch auf archäologische Forschungen, insbesondere in seinen Studien über die Stupa (spezielle Bauwerke) und die Epigraphik.
Er vertrat die Meinung, dass Buddha in Kapilavastu und nicht in Lumbini geboren wurde, wie es nach der Tradition überliefert wird.

## Veröffentlichungen
- L'absolu en philosophie bouddhique : évolution de la notion d'Asmskrta, Centre Universitaire, 1951.
- La date du Nirvana, Journal Asiatique, vol. 241, 1953, S. 27–52.
- Les sectes bouddhiques du Petit Véhicule et leur Abhidharmapitaka, "Bulletin de l'École française d'Extrême-Orient". Band 44 N° 1, 1951. S. 1–11. online
- Les Sectes bouddhiques du petit véhicule  et leurs Abhidharmapiṭaka, Paris, École française d'Extrême-Orient (PEFEO), 1955. online
- Les premiers conciles bouddhiques, Annales du Musée Guimet, 1955, XII–150 s.
- Bouddha. Présentation, choix de textes, bibliographie, Seghers, coll. "Philosophes de tous les temps", 1962.
- Recherches sur la biographie du Buddha dans les Sutrapitaka et les Vinayapitaka anciensl
  - Band 1: De la quête de l'Éveil à la conversion de Sâriputra et Maudgalyâyana, PEFEO, Band 53, Paris, 1963.
  - Band 2, Teil 1: Les derniers mois, le parinirvâna et les funérailles, PEFEO, Band 77, 1970.
  - Band 2, Teil 2: Recherches sur la Biographie du Buddha dans les Suttapitaka et les Vinayapitaka anciens, 1971. online
  - Band 3: Articles complémentaires, PEFEO, 1995, X–530 s. Artikel 1962–1963.
- La jeunesse du Buddha dans les Sūtrapiṭaka et les Vinayapiṭaka anciens, "Bulletin de l'École Française d'Extrême-Orient" (EFEO), 1974, Band 61, S. 199–274 online
- La composition et les étapes de formation du Mahâparinirvânasûtra ancien, "Bulletin de l'École Française d'Extrême-Orient" (EFEO), 1979, 1979, vol. LXVI, S.  45–103 online
- En suivant Bouddha. Textes choisis et présentés, Éditions Philippe Lebaud, 1985.
- Le Bouddhisme indien, in: André Bareau, Walter Schubring, Christoph von Fürer-Halmendorff, Les religions de l'Inde, Band III, Payot, coll. « Les religions de l’Inde », 1985, S. 7–246.
- Lumbinī et la naissance du futur Buddha, Bulletin de l'Ecole française d'Extrême-Orient. Band 76, 1987. S. 69–81. online
- Les origines de la pensée bouddhique, Institut bouddhique Truc lâm, 1987. online

## Bibliografie
- Isabelle Szelagowski: Bibliographie des ouvrages d'André Bareau. In: Bulletin de l’École française d'Extrême-Orient. Band 81, 1994. S. 11–34. Digitalisat bei Persée
- Publikationen von André Bareau bei Persée
- André Bareau (1921–1993) Bibliothèque Nationale de France